# TT98
TT98 (Theban Tomb 98) è la sigla che identifica una delle Tombe dei Nobili ubicate nell’area della cosiddetta Necropoli Tebana, sulla sponda occidentale del Nilo dinanzi alla città di Luxor, in Egitto. Destinata a sepolture di nobili e funzionari connessi alle case regnanti, specie del Nuovo Regno, l'area venne sfruttata, come necropoli, fin dall'Antico Regno e, successivamente, sino al periodo Saitico (con la XXVI dinastia) e Tolemaico.

## Titolare
TT98 era la tomba di:
| Titolare     | Titolo                | Necropoli           | Dinastia/Periodo                              | Note                                                             |
| ------------ | --------------------- | ------------------- | --------------------------------------------- | ---------------------------------------------------------------- |
| Kaemheribsen | Terzo Profeta di Amon | Sheikh Abd el-Qurna | XVIII dinastia (Thutmosi III-Amenhotep II-?-) | versante sud-est della collina; sopra la TT95 e a est della TT93 |

## Biografia
Unici dati biografici rilevabili, l'incarico della madre, Capo delle nutrici del Signore delle Due Terre, e il nome della moglie, Henuttawi.

## La tomba
La tomba, non ultimata, è molto piccola ed è costituita da una sala trasversale con due pilastri e l'abbozzo di quello che si sarebbe poi trasformata, molto probabilmente, nella sala perpendicolare alla prima, tipica delle strutture a "T" rovesciata propria di questo periodo.  Nella sala trasversale, i rilievi di due figlie (non noti i nomi) che recano fiori seguendo la propria madre e di altre due figlie che, coadiuvate da aiutanti, recano mazzi di fiori al defunto e alla madre in occasione della "bella festa dell'ovest". In altro rilievo il defunto e la moglie adorano Osiride.

### Annotazioni
1. ↑  La prima numerazione delle tombe, dalla numero 1 alla 253, risale al 1913 con l’edizione del "Topographical Catalogue of the Private Tombs of Thebes" di Alan Gardiner e Arthur Weigall. Le tombe erano numerate in ordine di scoperta e non geografico; ugualmente in ordine cronologico di scoperta sono le tombe dalla 253 in poi.
2. ↑  I campi della Duat, ovvero l'aldilà egizio, si trovavano, secondo le credenze, proprio sulla riva occidentale del grande fiume.
3. ↑  Nella sua epoca di utilizzo, l'area era nota come "Quella di fronte al suo Signore" (con riferimento alla riva orientale, dove si trovavano le strutture dei Palazzi di residenza dei re e i templi dei principali dei) o, più semplicemente, "Occidente di Tebe".
4. ↑  le Tombe dei Nobili, benché raggruppate in un'unica area, sono di fatto distribuite su più necropoli distinte.
5. ↑  Le note, sovente di inquadramento topografico della tomba, sono tratte dal "Topographical Catalogue" di Gardiner e Weigall, ed. 1913 e fanno perciò riferimento alla situazione dell'epoca.

### Fonti
1. ↑  Gardiner e Weigall 1913.
2. ↑  Donadoni 1999,  p. 115.
3. 1 2 3  Porter e Moss 1927,  p. 204.
4. ↑  Gardiner e Weigall 1913, pp. 24-25.